# Estação Ferroviária de Aracaju
Estação Ferroviária de Aracaju é um conjunto de construções associado à estação ferroviária de Aracaju, considerado um patrimônio histórico. Está situado na Avenida Augusto Franco. A estação foi fundada em 1913; o prédio principal, em 1940. Foi designado um bem tombado pelo Estado de Sergipe e pelo IPHAN. A estação está inutilizada desde 2012, o que a levou a um processo acelerado de deterioração.
A relevância do local deve-se a seu papel na interiorização nacional e ao desenvolvimento regional.

## Galeria

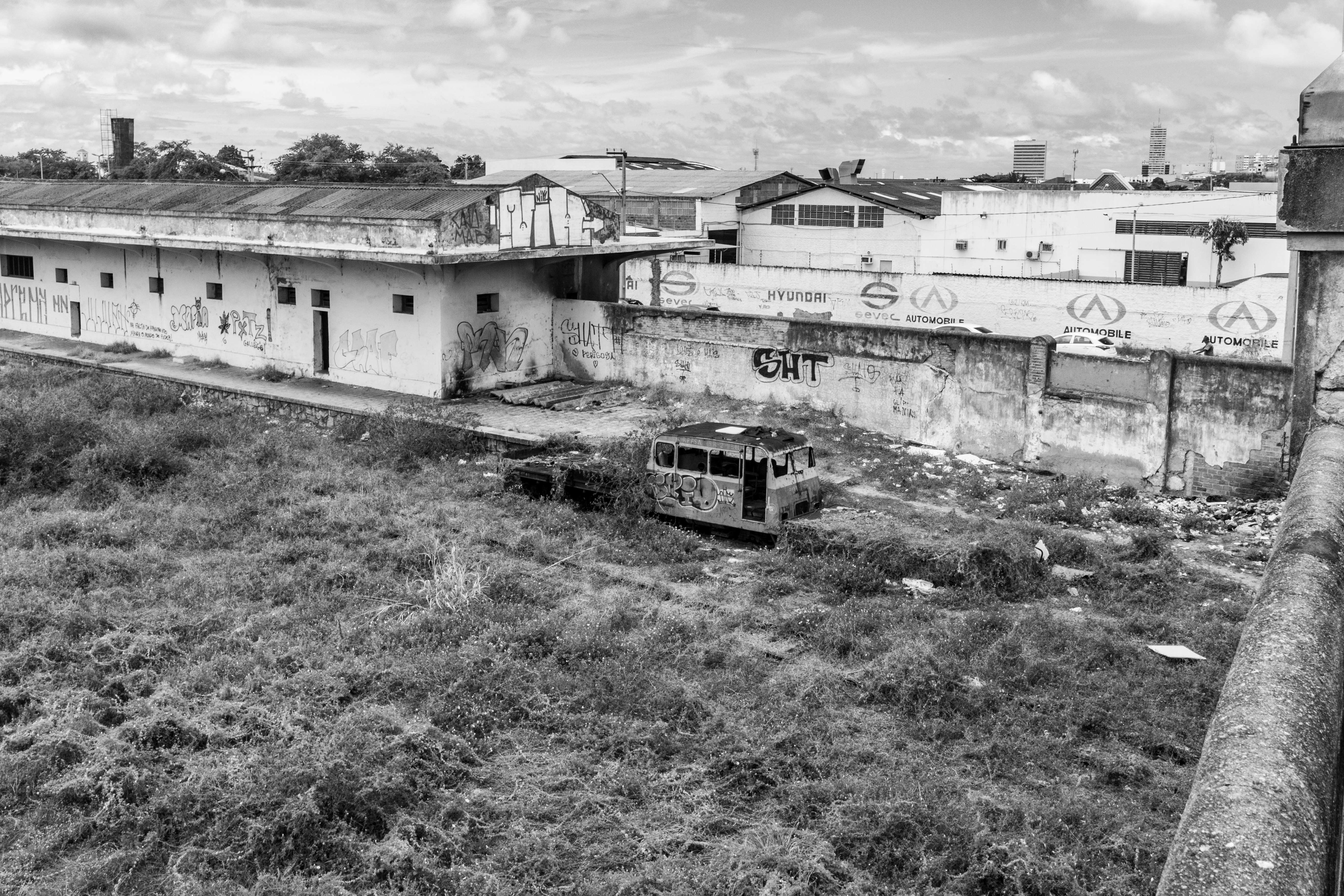
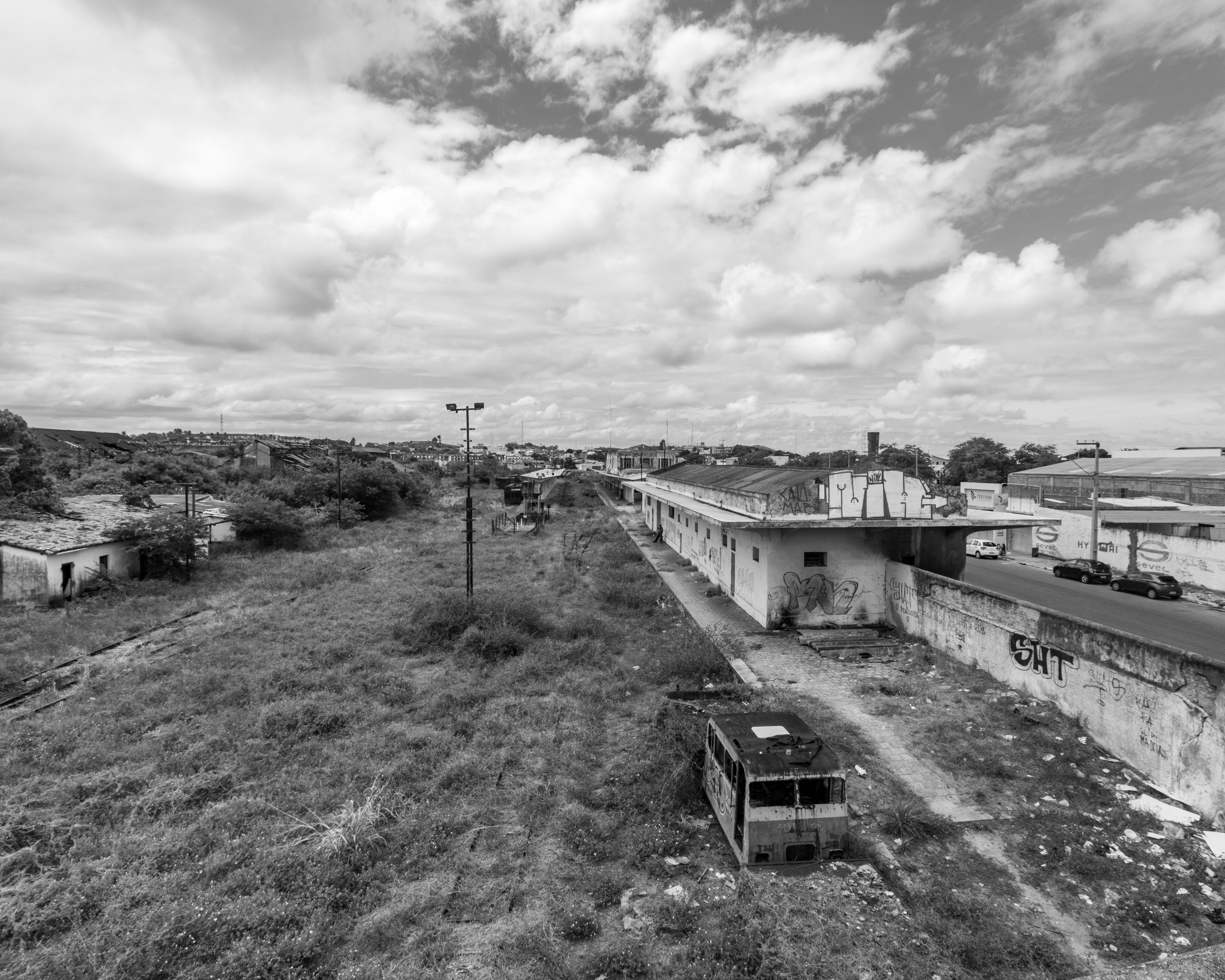
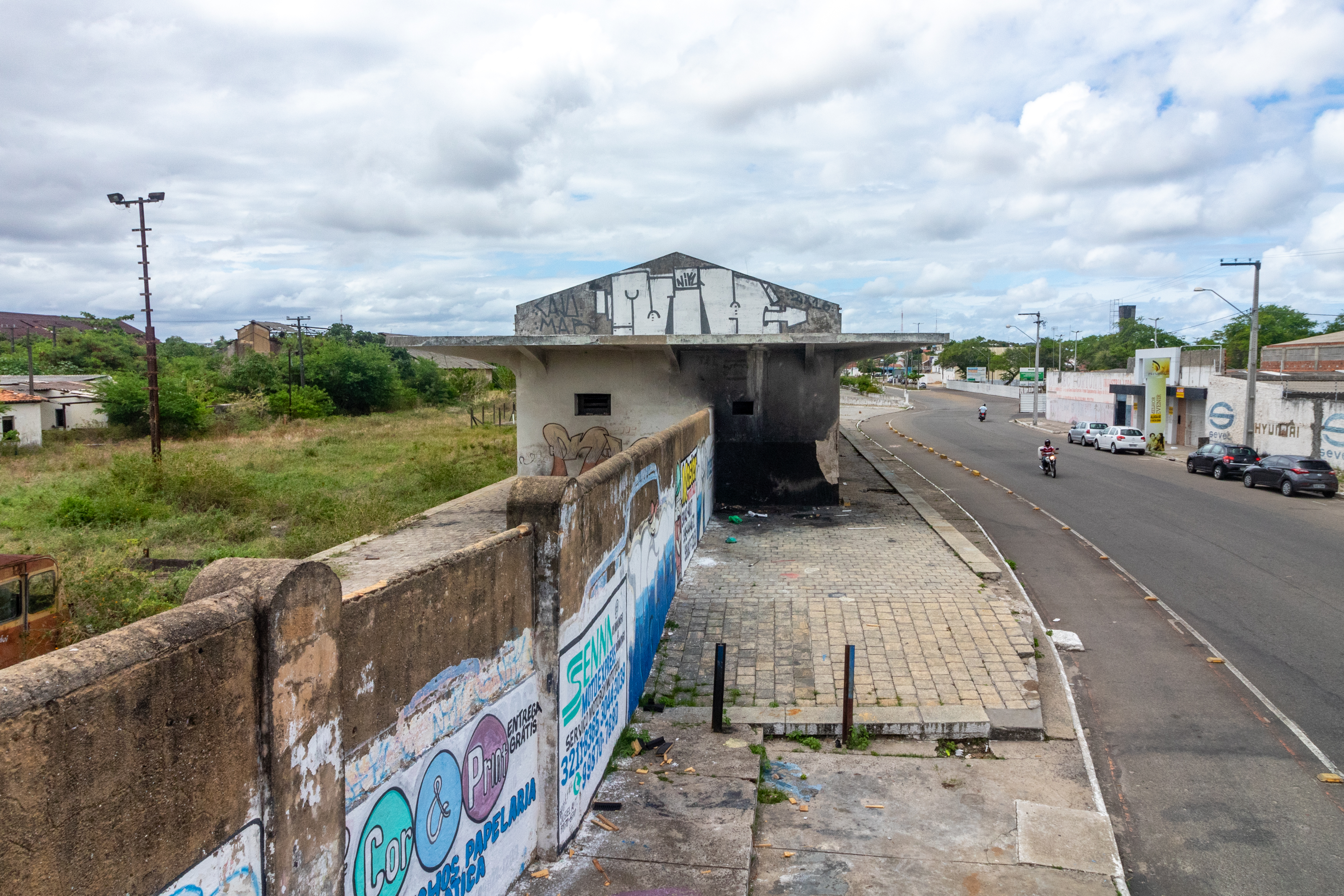
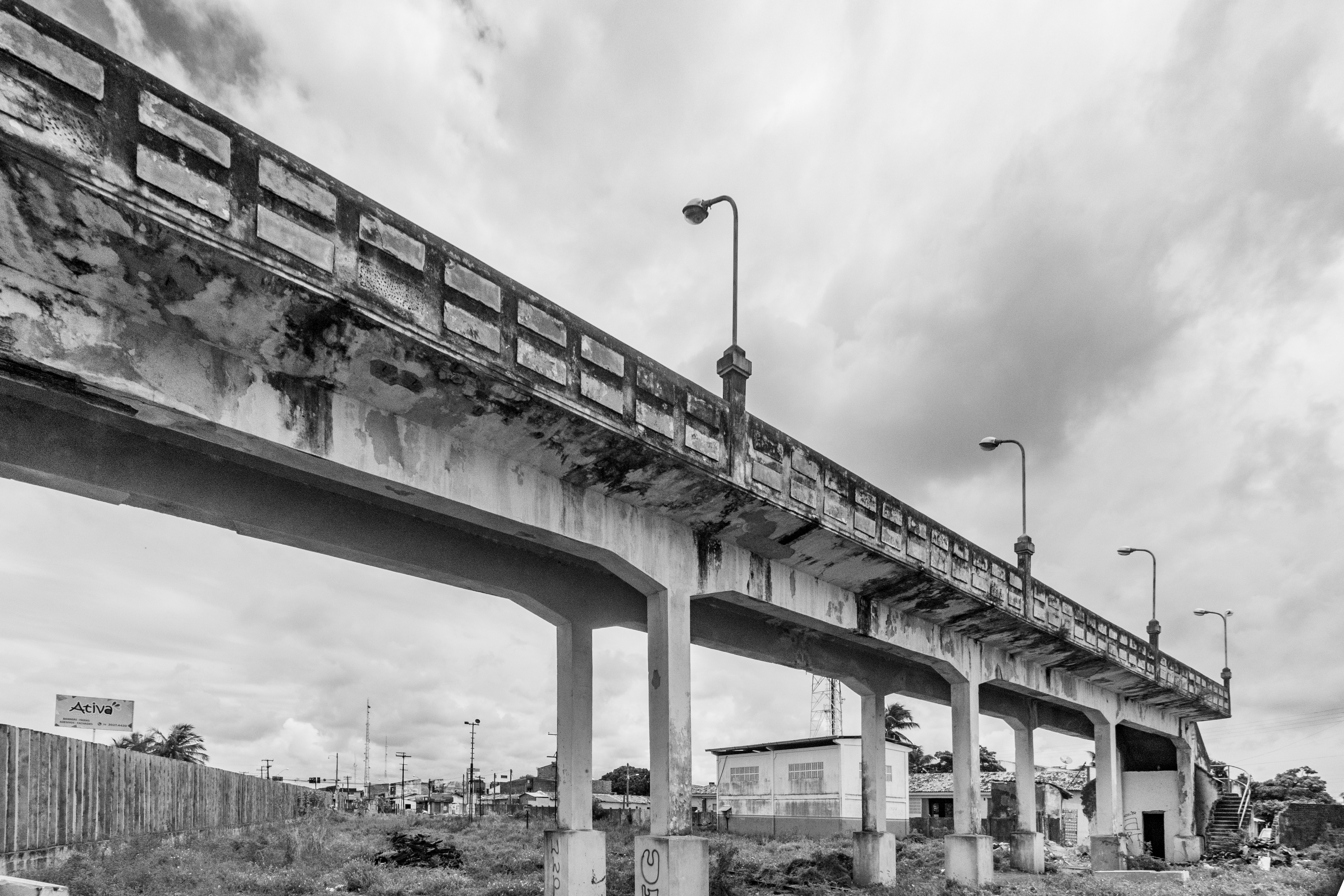